# Tombeau de Debussy
Tombeau de Debussy is een verzameling composities van diverse componisten ter nagedachtenis aan de in 1918 overleden Claude Debussy.
De verzameling, die in december 1920 verscheen in een speciale uitgave van het Franse tijdschrift La Revue musicale van Henry Prunières en André Cœuroy, bestaat uit een tiental werkjes van:
- Paul Dukas: La plainte, au loin, du faune (voor piano)
- Albert Roussel: L’accueil des muses (Huis van de muzen, voor piano); geschreven in september 1920; het werd voor het eerst zelfstandig uitgevoerd op 24 januari 1921
- Gian Francesco Malipiero: Hommage (voor piano)
- Eugene Goossens: Titelloos (voor piano)
- Béla Bartók: Titelloos (voor piano)
- Florent Schmitt: Et Pau, au fond des blès lunaires, s’acoudda (voor piano)
- Igor Stravinsky: Fragment des Symphonie d'instruments à vent a la mémoire de C.A. Debussy (voor piano)
- Maurice Ravel: Allegro uit Duo pour violon et violoncelle
- Manuel de Falla: Homenaja pour guitare
- Erik Satie: En souvenir d’une admirative et douce amité de trente ans: Que me font ces vallons (voor sopraan en piano)

In 2020 is een opname van de integrale Tombeau de Debussy uitgebracht op het label Naxos, met als pianist Tomer Lev.